# Notepad++
Notepad++ — текстовий редактор, призначений для програмістів і тих, кого не влаштовує скромна функціональність програми «блокнот», що входить до складу Windows. Notepad++ базується на компоненті Scintilla (потужному компоненті для редагування), написаному на C++ з використанням тільки Windows API і STL, що забезпечує максимальну швидкість роботи при мінімальному розмірі програми. Інтерфейс Notepad++ є багатомовним (українська мова присутня). Серед особливостей програми — підсвічування синтаксису та підтримка великої кількості мов програмування (C, C++, Java, XML, HTML, PHP, JavaScript, ASCII, Visual Basic / VBScript, SQL, Ruby, CSS, Pascal, Perl і Python), багатомовна підтримка, робота з декількома документами.

## Основні можливості Notepad++
- Підсвітка синтаксису тексту залежно від мови програмування, режим якої може налаштувати користувач;
- Можливість згортання блоків згідно з синтаксисом мови програмування;
- WYSIWYG (друкуєш і отримуєш те, що бачиш на екрані);
- Автозавершення слова, що набирається;
- Одночасна робота з безліччю документів;
- Підтримка регулярних виразів для пошуку й заміни;
- Повна підтримка перетягування фрагментів тексту;
- Динамічна зміна вікон перегляду;
- Автоматичне визначення стану файлу;
- Збільшення і зменшення;
- Підтримка великої кількості мов;
- Нотатки;
- Плаґіни;
- Запис макроса і його виконання.

### При встановленні додаткових плаґінів
- Шаблони тексту (сніпети), що вводяться за допомогою скорочень (плаґін SnippetPlus);
- FTP-менеджер (плаґін NppFTP);
- Hex-редактор;
- Автозбереження (при втраті фокусу через певний проміжок часу);
- Перевірка орфографії (з використанням GNU Aspell);
- Симетричне й асиметричне шифрування тексту (при встановленні плаґіна NppDarkCrypt);
- Підтримка Zen Coding;
- Підтримка автоматизації за допомогою скриптів мовами Python, JScript, Lua та іншими;
- Підтримка збереження до OneDrive і Dropbox.

## Версії програми
Програма поставляється у двох версіях: UNICODE і ANSI, причому останній варіант доступний тільки при ручному розпакуванні архіву. Плаґіни можуть бути написані під певну версію програми, але частіше плаґін працює в обох версіях, хоча останнім часом акцент робиться на UNICODE-версію, як найперспективнішу.

## Підсвічування синтаксису
ActionScript, Ада, ASP, ASCII-графіка, Асемблер, AutoIt, BAT, C, C#, C++, Caml, CSS, CoffeeScript (з версії 6.5), Doxygen, Фортран, HTML, Inno Setup, Haskell, Java, JavaScript, KiXtart, Лісп, Lua, Make, MATLAB, NSIS, Objective-C, Паскаль, Perl, PHP, PostScript, Python, Ruby, Scheme, UNIX Shell, Smalltalk, SQL, Tcl, TeX, Verilog, VHDL, Visual Basic, VBScript, XML.
Крім того, користувачі можуть задавати власні правила підсвітки та згортання для інших мов.

## Великоднє яйце
Якщо натиснути клавішу F1 або відкрити діалогове вікно «Про програму», поки обраний текст містить ім'я, створюється новий документ і за допомогою імітації друку вводиться цитата від певної людини. Серед імен, які викликають це пасхальне яйце, є Білл Гейтс, Лінус Торвальдс, Браян Керніган і Дарт Вейдер. Текст цитати обирається випадковим чином.